# Galina Ulanova
Galina Sergeyevna Ulanova (em russo: Галина Сергеевна Уланова, São Petersburgo, 8 de janeiro de 1910 - Moscou, 21 de março de 1998) foi uma bailarina e professora de balé russa. Frequentemente é citada como uma das principais bailarinas do século XX.

## Biografia

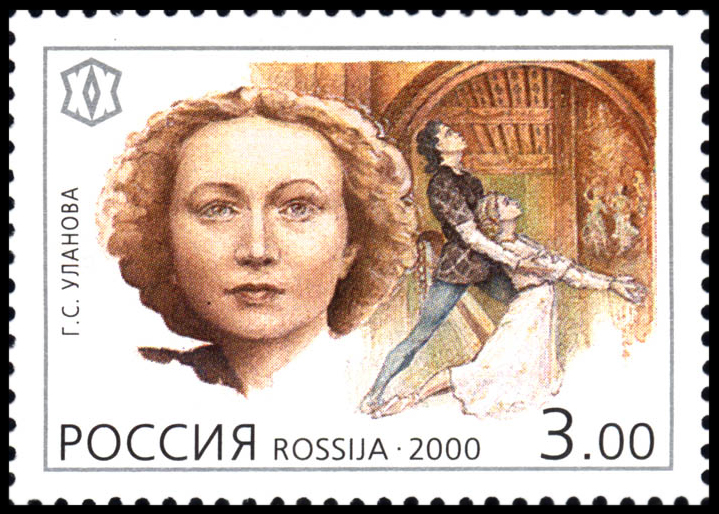
Ulanova em um selo postal russo de 3 rublos emitido em 2000.

Ulanova nasceu em São Petersburgo, na Rússia, em 1910. Seus pais eram solistas do Teatro Mariinski e dançaram com Anna Pavlova. Mais tarde, seu pai se tornou diretor e sua mãe professora de balé. Ulanova lembrou que 'nunca teve escolha de escolher uma carreira' e devido à profissão de seus pais, o balé era sua única opção. Quando criança sonhava em ser marinheira, dizendo temer a vida de artista com muito trabalho e sem dormir. No entanto, seus pais a enviaram para a escola de balé muito jovem, onde estudou com Agrippina Vaganova e sua própria mãe.
Quando ingressou no Teatro Mariinski em 1928, a imprensa soviética encontrou nela "muito do estilo de Marina Semyonova, graça, a mesma plasticidade excepcional e uma espécie de modéstia cativante em seus gestos". Constantin Stanislavski, fascinado com seu estilo de atuação, implorou que ela participasse de suas produções teatrais. No ano de 1944, quando sua fama alcançou Josef Stalin, ele a transferiu para o Teatro Bolshoi, onde ela seria a prima ballerina assoluta durante dezesseis anos. No ano seguinte, foi protagonista na estreia mundial de Cinderela, de Serguei Prokofiev.
Ulanova era considerada uma grande atriz e dançarina, tendo tido autorização para fazer uma turnê no exterior aos 46 anos, jornais britânicos extasiados escreveram que "Galina Ulanova em Londres conheceu o maior triunfo de qualquer dançarina desde Anna Pavlova". Tendo se aposentado do palco aos cinquenta anos, ela atuou como professora de muitas gerações de dançarinos russos.
Ulanova foi uma das poucas dançarinas a receber o prêmio de Herói do Trabalho Socialista e a única a receber essa honraria duas vezes. Ela também recebeu o maior título soviético destinado para o meio artístico, Artista do Povo da URSS. Ainda recebeu o Prêmio Stalin, em diversas ocasiões, em 1941, 1946, 1947, 1950 e o Prêmio Lenin em 1957. Ela foi eleita Membro Honorário Estrangeiro da Academia de Artes e Ciências dos Estados Unidos em 1960.

### Morte
Galina morreu em Moscou, no ano de 1998, aos oitenta e oito anos de idade e está enterrada no cemitério do Convento de Novodevichy.

## Visões sobre Galina Ulanova
Durante sua longeva carreira, Galina chamou atenção de diversos artistas e intelectuais que teceram comentários sobre sua arte, entre eles destacam-se comentários das personalidades abaixo:
- Serguei Eisenstein, cineasta russo: "Ulanova - não pode ser agrupada, comparada a outras dançarinas. Em termos do que é mais querido, pela própria natureza de seu segredo... Ela pertence a uma dimensão diferente."
- Serguei Prokofiev, compositor russo: "Ela é o gênio do balé russo, sua alma indescritível, sua poesia inspirada. Ulanova confere à sua interpretação de papéis clássicos uma profundidade de expressão inédita no balé do século XX."
- Evgeny Mravinsky, regente russo: "A imagem de Ulanova - gentil, frágil e sábia - me foi dada na minha juventude e está enraizada em meu coração e memória para sempre. Cada encontro com Ulanova e sua arte, cada lembrança dela - é sempre uma grande emoção e felicidade . Com agradecimentos a ela e gratidão ao destino por tê-la dado a nós."
- Sviatoslav Richter, pianista russo: "Ulanova traçou novos caminhos no balé. Ela não apenas nos deu personagens inesquecíveis, mas também criou seu próprio mundo artístico - um reino da espiritualidade humana. Ulanova transformou o balé em uma forma de arte popular. Graças a ela, até mesmo seus inimigos mais implacáveis tornaram-se seus apoiadores e milhares de pessoas agora reconhecem o balé como uma necessidade vital.""
- Margot Fonteyn, bailarina inglesa: "Não posso nem começar a falar sobre a dança de Ulanova, é tão maravilhosa que fico sem palavras. É mágica. Agora sabemos o que nos falta.
- Maya Plisetskaia, bailarina soviética: "Ulanova criou seu próprio estilo, nos ensinou a ele. Ela representa uma época, um tempo. Ela tem sua própria marca registrada. Como Mozart, Beethoven e Prokofiev, ela teve um impacto, ela refletiu seu tempo. Ela era um anjo e dançava como um."
- Arnold Haskell, crítico de dança inglês: "Minhas lembranças de Ulanova são, para mim, parte da própria vida, trazendo um enriquecimento total da experiência. Para mim, os dela não são milagres teatrais, mas triunfos do espírito humano. Onde Pavlova estava extremamente consciente de seu público e podia tocar suas emoções como se fosse um instrumento, Ulanova está distante em um mundo próprio, no qual temos o privilégio de penetrar. Ela está tão completamente identificada com o personagem que personifica que nada existe fora dela."
- Maurice Béjart, coreógrafo francês: "Galina Ulanova é uma bailarina que compreendeu os segredos mais profundos da arte, ela uniu sentimentos e sua expressão externa em um todo indivisível."
- Rudolf Nureyev, bailarino soviético: "Somente ela, a bailarina número um do mundo, manteve-se inabalável em seu curso escolhido, sempre modesta, vestida com recato, totalmente absorta na dança e totalmente receptiva às intrigas dos bastidores. Sua força interior, suas qualidades humanas - explicam por que ela permaneceu pura, intocado pelo aborrecimento do dia-a-dia da vida teatral."

## Prêmios
Entre os diversos prêmio recebidos por Ulanova, destacam-se:

### União Soviética
- Herói do Trabalho Socialista (1974, 1980)
- Ordem de Lenin (1953, 1979, 1974, 1980)
- Ordem da Bandeira Vermelha do Trabalho (1939, 1951, 1959, 1967)
- Ordem do Distintivo de Honra (1940)
- Ordem da Amizade dos Povos  (1986)
- Artista Homenageado da República Socialista Federativa Soviética da Rússia (1939, 1940)
- Artista Homenageado da República Socialista Soviética Cazaque (1943)
- Artista do Povo da URSS (1951)
- Prêmio Stalin da Paz (1941) – por conquistas notáveis no campo do balé
- Prêmio Stalin da Paz (1946) – para o desempenho como protagonista em Cinderela de Prokofiev
- Prêmio Stalin da Paz (1947) – para o desempenho como protagonista em Romeu e Julieta de Prokofiev
- Prêmio Stalin da Paz (1950) – pela interpretação de Tao-Hoa na peça The Red Poppy de Glière
- Prêmio Lenin da Paz (1957)
- Medalha "Pela Defesa de Leningrado"
- Medalha "Pelo Trabalho Valente na Grande Guerra Patriótica de 1941–1945"

### Rússia
- Prêmio do Presidente da Federação Russa no campo da Arte e Literatura.

### Exterior
- Ordem do Leão da Finlândia (1958)
- Ordem de Cirilo e Metódio, 1º grau, Bulgária (1968)
- Comendador da Ordem das Artes e Letras, França (1992)
- Ordem Pasarat, Cazaquistão (1995)

## Representações na cultura popular
Foi interpretada por Cyd Charisse no filme Mission to Moscow em 1943, dirigido por Michael Curtiz. Ulanova é representada por Aliya Tanikpaeva em um papel sem fala no episódio 1 da 2ª temporada da série Netflix, The Crown.